# Rouffignac
Rouffignac is een Frans plaatsje in het departement Charente-Maritime van de regio Nouvelle-Aquitaine in Frankrijk.
Rouffignac behoort tot het arrondissement Jonzac van het Kanton Montendre.
Het heeft 361 inwoners en de postcode is 17130.

## Demografie
Onderstaande figuur toont het verloop van het inwonertal (bron: INSEE-tellingen).

1. ↑  Populations de référence 2022.